# Televisão nas Bahamas
A Televisão em Bahamas foi introduzida em 1977, apesar de a televisão já estar disponível a partir dos Estados Unidos por várias décadas.